# Marc Cañellas
Marc Cañellas Reixach, né le 21 juillet 1995 à Santa Maria de Palautordera, est un handballeur international espagnol évoluant au poste de demi-centre.
Après avoir commencé sa carrière en Espagne, au BM Granollers, Cañellas joue un an et demi dans le club suédois de l'IFK Kristianstad puis rejoint le C' Chartres MHB en D1 française.
Il est le frère cadet de Joan Cañellas, l'une des stars du handball espagnol, champion du monde 2013 et champion d'Europe 2018.

## Biographie
Formé au BM Granollers, il y débute en Championnat d'Espagne en 2014 et participe au Championnat d'Europe juniors 2014 avec l'Espagne. En 2014-2015, il joue 19 matchs et marque douze buts. À partir de 2015, il est devient un joueur essentiel du club catalan, où il joue 29 rencontres et marque 69 buts en 2015-2016 puis 28 parties pour autant de réalisation en 2016-2017. Il est appelé à deux reprises en sélection espagnole en juin 2017 lors des qualifications pour le Championnat d'Europe 2018 contre la Bosnie-Herzégovine et la sélection de handball de Finlande.
En 2018, il s'engage avec le club suédois de l'IFK Kristianstad. Cañellas inscrit 35 buts en Ligue des champions 2018-2019, mais la saison suivante, l'entraîneur Ljubomir Vranjes ne compte plus sur lui.
Fin novembre 2019, Marc Cañellas rompt son contrat avec le club suédois et s'engage avec le C' Chartres MHB en tant que joker médical. Promu et alors douzième de Proligue, le CCMHB est confronté à plusieurs absences au sein de son effectif (Racotea, Onufriyenko, Furlan) et est entraîné par son compatriote Toni Gerona. Le Catalan figure déjà sur les tablettes du club quelques mois plus tôt, mais n’est pas libre à cette époque. « Trouver un tel joueur, à cette période de l’année, c’était inespéré. (...) C’est une super opportunité », juge Raphaël Geslan, le directeur général.

## Style de jeu

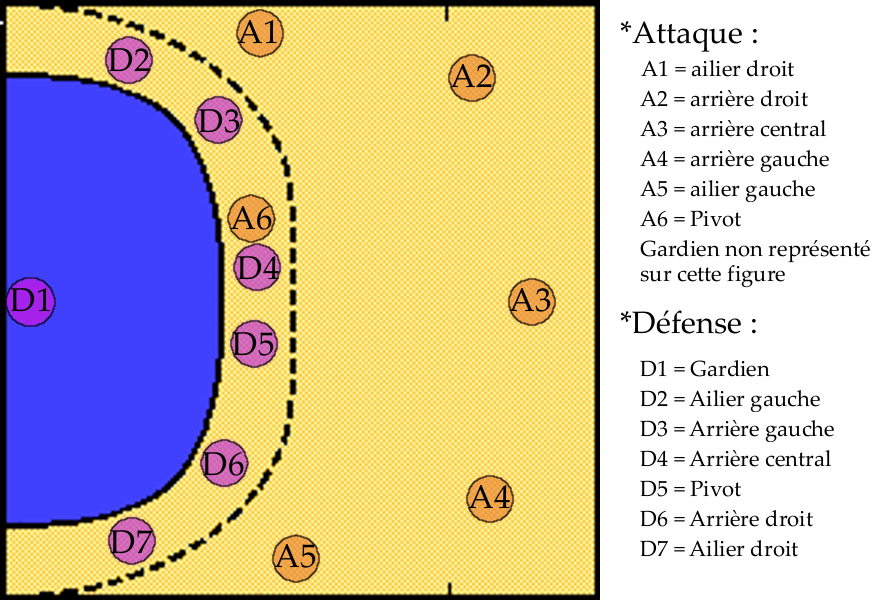
Sur ce schéma dit de « défense 6-0 », Cañellas joue offensivement en A3 (voire A2 et A4) et défend sur les postes identiques ainsi que D2.

Marc Cañellas évolue au poste de demi-centre. Lors de son arrivée à Chartres, le directeur général Raphaël Geslan déclare qu'il « peut jouer sur les trois postes de la base arrière, c’est un bon manieur de ballons, qui sait jouer avec son pivot, et en plus, il peut défendre en poste 2 ».

## Palmarès
- Coupe du Roi
  - Finaliste : 2015 avec Granollers
- Coupe ASOBAL
  - Finaliste : 2015 et 2017 avec Granollers